# 推測航法

ナビゲーターは三角形で示される午前9時の位置をプロットし、コースと速度を使って9時30分と10時の位置を推定します。

推測航法（すいそくこうほう）とは航行した経路や進んだ距離、起点、偏流などから、過去や現在の位置を推定し、その位置情報をもとにして行う航法のこと。自律航法（じりつこうほう）や、デッドレコニング（英語: Dead Reckoning）とも呼ばれる。推測航法による誤差は長時間や長距離での使用に伴って増大する。

## 利用

### 自動車
自動車ではGNSS測位で得られた位置情報と加速度計やジャイロセンサーなどの慣性センサーからの情報と合わせて累積演算処理を行うことによって測位を行っている。これは、GNSS単独による測位では遮蔽物の多い高層ビル街やトンネルなどの走行を行うと衛星からの信号が届かないため補完的に使用されるものである。

### 歩行者
スマートフォンの登場以降は、内蔵された磁気センサや加速度計などのセンサを用いて、自動車に対する航法と類似した推測航法が、GNSS測位で得られた位置情報と組み合わせて用いられている。

### 船舶
船舶の航海においては、13世紀末までには地中海の航海士がデッドレコニングを用いていた。13世紀末に作られたCarta Pisanaはデッドレコニングの技術を用いて作られた航海図であるとされる。測定儀による航走距離と、羅針儀による針路によって推測位置を定める。海流や風などの影響によって時間とともに船位誤差が増大してしまう欠点をもつために補正が必要となるが、船位を求める際や、それを踏まえて操舵を行う際には重要視されている。

### 航空機

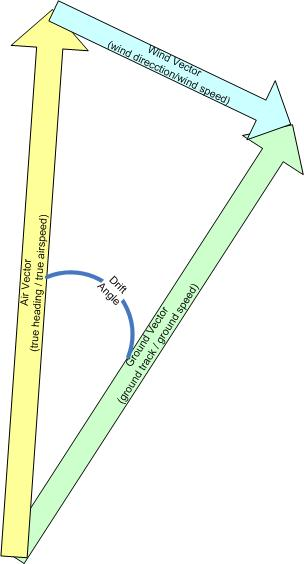
ウインドトライアングル

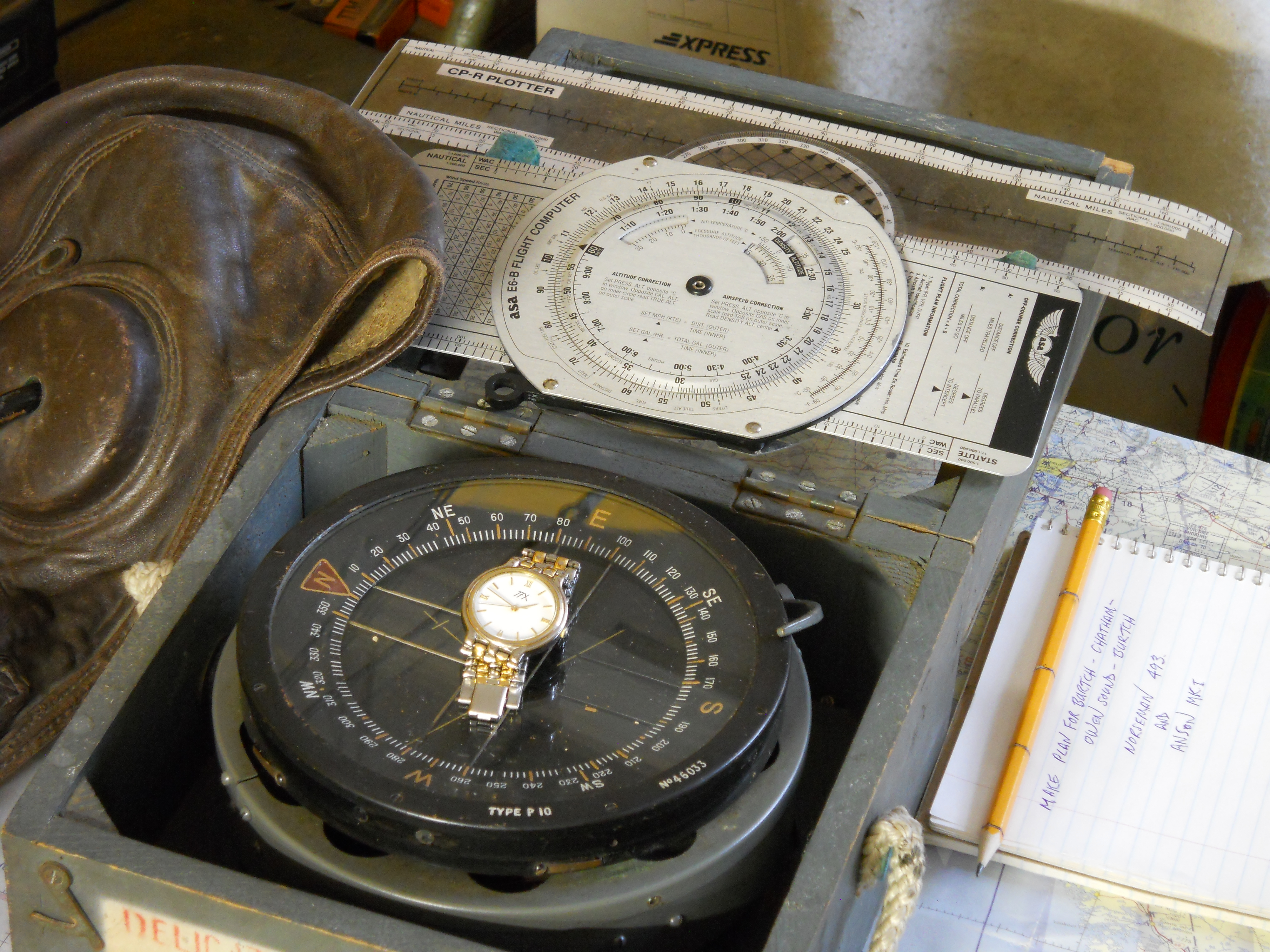
推測航法用のツールを兼ね備えたイギリスのP10方位磁石

航空機においては航空機と気流(風)との相対運動の方向(機首方向・風向き)と大きさ(機速・風速)を知ることによって自機の位置を計器によって求める。この時、風の影響を考慮して対地速度と磁気方位を求めるためにウインドトライアングルが使われる。また、航空機の上昇率、燃料燃焼率、対気速度に対する空気密度の影響を計算する際には図式やE6Bフライトコンピューターが使われる。

### 動物
アリ、げっ歯類、ガチョウなどの動物では、既知の場所からの移動から現在位置を推測する経路統合という推測航法とほぼ同様の行動が見られ、帰巣などに用いられている。

### その他
潜水艦、航空機やミサイルなどに搭載される慣性航法装置の航法は推測航法に基づく。